# Cryptocellus tarsilae
Espèce
Cryptocellus tarsilae est une espèce de ricinules de la famille des Ricinoididae.

## Distribution
Cette espèce est endémique du Pará au Brésil. Elle se rencontre dans une grotte de la Serra dos Carajás.

## Description
Le mâle holotype mesure 3,25 mm et la femelle paratype 3,2 mm.

## Étymologie
Cette espèce est nommée en l'honneur de Tarsila do Amaral.

## Publication originale
- Pinto-da-Rocha & Bonaldo, 2007 : A new species of Cryptocellus (Arachnida, Ricinulei) from Oriental Amazonia. Zootaxa, no 1386, p. 47-51.